# Filarmónica União Sertaginense
A Filarmónica União Sertaginense (no passado Philarmonica Sertanense) é a mais antiga agremiação cultural do concelho da Sertã, e uma das mais antigas organizações musicais do país.

## Percurso
A colectividade foi fundada no dia 1 de Dezembro de 1830 como resultado da fusão entre a Philarmonica Patriota Certaginense e a Sociedade Musical Recreio Artista.
Com instalações próprias, construídas recentemente, bastante amplas, localizadas no centro da vila da Sertã, que foram inauguradas em 1997 a banda trabalha actualmente com boas condições.
Depois do trabalho realizado por inúmeros maestros nos últimos anos, alguns deles chefes de banda militar, a banda teve necessidade de alguma renovação. Entrou para a banda o jovem maestro Daniel Frazão que tem revelado provas de toda a sua capacidade de trabalho.
Num futuro próximo surgirão concertos temáticos e diversificados, festas e romarias, intercâmbios com outras bandas, estágios, masterclasses, concursos de bandas em Portugal e no estrangeiro.
Durante o ano de 2007 a banda trabalhou de forma intensiva de tal modo que foi classificada como uma das melhores da zona centro.

## Actuações
As actuações do grupo têm tido lugar um pouco por todo o país, em especial nas regiões Centro e Norte, e ainda na Ilha do Pico (Açores). Abrilhantaram Festas Populares, Festivais de Bandas, concertos públicos e ainda concertos na FIL em Lisboa.
Também actuaram na TV e em vários programas de rádio (Rádio Renascença e RDP) e, ainda, no estádio da Luz em Lisboa em 1998.

## Elementos
A banda tem sofrido várias e significativas alterações ao longo do tempo sendo, actualmente, constituída por sessenta elementos, trinta e cinco do sexo masculino e vinte e cinco do sexo feminino. Apenas seis elementos têm idade superior a trinta anos e a grande maioria tem entre quinze e vinte e três anos.
O grupo apresenta uma média baixa de idades (cerca de 18 anos) sendo o seu contramestre o músico mais idoso com 42 anos.

## Repertório
O seu repertório é bastante variado, interpretando desde marchas militares, peças de concerto, hinos e música ligeira.
Actualmente Interpreta a mais variada música, variando o seu repertório sempre de forma sistemática de 3 em 3 meses.

## Formação
De salientar que actualmente frequentam o Conservatório de Minde 14 elementos da Banda, 4 frequentam/frequentaram estudos superiores em Música e seis passaram por vários graus de Conservatórios Regionais.
Tem actualmente uma Escola de Música, com cerca de 30 alunos, que assegura a continuidade da banda num futuro a longo prazo.